# Parkstraat (Den Haag)

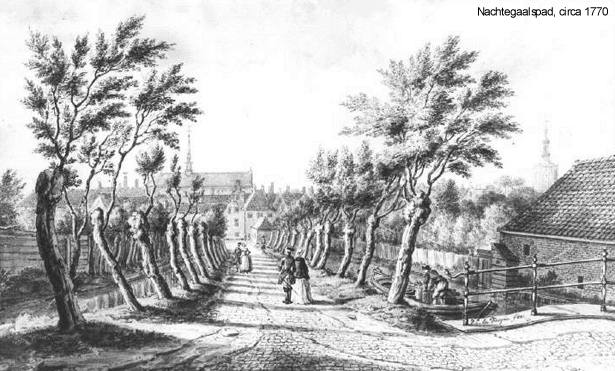
Nachtegaalspad in 1770
op de achtergrond de Kloosterkerk

De Parkstraat in Den Haag loopt van de Kloosterkerk naar de Alexanderstraat.

## Geschiedenis
In 1614 werd een zanderig pad aan de gemeente verkocht. Aan beiden kanten stond een rij bomen, waarachter een bevaarbare, maar doodlopende gracht liep. Het zanderige pad werd het Nachtegaalspad genoemd. Hij begon bij de Kloosterkerk aan het Lange Voorhout en liep vandaar Noordzeewaarts, richting de Noordsingel (nu Mauritskade) die rond 1600 gegraven werd.
In de tijd van koning Willem II werd het Willemspark aangelegd. In 1859 werd de straat in twee delen gesplitst, het brede deel werd voortaan de Parkstraat genoemd en het smalle deel de Kloosterkerkstraat, een naam die niet meer gebruikt wordt.
De overgang van smal naar breed is bij de Kazernestraat. Op die hoek was tot 1982 de krant Het Vaderland gevestigd, met adres Parkstraat 25. Iets verderop was tot na de Tweede Wereldoorlog nog een FIAT-garage, dan is er een deur die naar het Rusthof (nrs. 41-61) leidt, en daarnaast staat de Sint-Jacobuskerk. Tegenover Het Vaderland was Landry & van Till en verderop Slavenburg's bank.
Er is slechts een andere zijstraat, de Oranjestraat die naar het Noordeinde loopt. De Oranjestraat werd in 1863 aangelegd, hij werd vernoemd naar de Oranjes in het kader van de 50-jarige herdenking van de onafhankelijkheid (1813).

## Brug
Tussen de Parkstraat en de Alexanderstaat werd in de 18de eeuw een ophaalbrug gemaakt over de Mauritskade. Voordien kon men alleen het water oversteken bij de Scheveningseveer (van het Noordeinde naar de Zeestraat) of bij de bolle Nassaubrug (1844) bij de Nassaulaan, ook wel het bruggetje van Takma genoemd, vernoemd naar een personage van Louis Couperus.

## Bekende panden
Er staan nu oude en moderne gebouwen in de Parkstraat. Bijna alle panden hebben een kantoorbestemming. Lopend van De Kloosterkerk naar de Mauritskade komt men langs de volgende panden:
Rechts de oneven nummers
- Op de hoek van de Kazernestraat was de krant Het Vaderland tot 1982 gevestigd. Het gebouw is onherkenbaar verbouwd, heet nu Hofstaete en heeft huisnummer 15-25;
- Op 65A de Jacobus de Meerderekerk of Parkstraatkerk.

Links de even nummers
- Op nummer 2-8 was bankiershuis Landry & van Till gevestigd. De ingang was op nummer 6.
- Op nummer 8 zat Gebroeders Domhoff; Gijsbertus Leonardus Domhoff woonde met zijn gezin boven de zaak tot hij in 1950 overleed. Daarna werd die ruimte verhuurd aan Landry & van Till.
- Op nummer 18 was de Slavenburg's bank gevestigd.
- Op nummer 32 woonde Victor de Stuers vanaf 1870. Het huis was van zijn vader geweest.

### Ambassades
In de Parkstraat bevinden zich enkele ambassades:
- nr. 15-25 Rwanda
- nr. 30 Chili
- nr 83 hier is tijdelijk de ambassade van Thailand gevestigd

Tevens bevindt zich op nummer 99 het paspoort- en visumkantoor van VFS Global voor India.
In het pand op de hoek met de Mauritskade bevindt zich de ambassade van Brazilië (Mauritskade 19).

## Trams
De Parkstraat was een van de straten op het traject van de allereerste paardentram in de Benelux. Op 25 juni 1864 ging deze rijden vanaf de Kloosterkerk in de Parkstraat naar Scheveningen, ongeveer zoals tramlijn 1 nu nog doet. De eerste elektrische tram was lijn 8, in 1905. Tot in 2003 bleef lijn 8 hier rijden. In 1912 reed lijn 15 (1e) hier. Tussen 1912 en 1916 reed lijn 13 (2e) hier; in 1916 vervangen door lijn A, die tot 1927 door de straat reed. In 1927 en 1928 rijd lijn 17 (2e) ook door de Parkstraat, en van 1928 tot in 1937 lijn 21; die werd toen vervangen door lijn 2 (2e)(opgeheven in 1942). Tussen 1927 en 1958 rijd lijn 1 (2e) ook door de Parkstraat; dit is de opvolger van lijn A. Van 1948 tot 1958 rijdt de 3e lijn 15 er ook. Van 2001 - 2003 rijd tram 17 (5e) door deze straat, en van 2003 tot de opheffing in 2013 lijn 10 (3e).

## Trambotsing
Op 26 februari 1908 komt in de Parkstraat bij de Oranjestraat prins Hendrik in botsing met tram 8. De trambestuurder redt de situatie, de prins erkent onmiddellijk schuld, en koningin Wilhelmina is ongedeerd. De trambestuurder wordt geprezen in de krant, maar de HTM ziet dat niet zo; er dreigt ontslag. Maar de prins grijpt in; daarop bindt de HTM in. De chauffeur krijgt een gratificatie en een gouden horloge. Een maand later wordt de heer Reder benoemd tot Ridder in de orde van Oranje-Nassau. In de krant Het Vaderland dicht een lezer "Reder die rijder was, is, doordat hij redder werd, ridder geworden". Daarna mag Reder op audiëntie komen in Amsterdam, waar prins Hendrik geruime tijd met hem spreekt. Later krijgt hij met steun van het hof een baan bij het rijk. De vernielde as van het rijtuig is nog steeds aanwezig in het staldepartement in Den Haag.